# درخونگاه
درخونگاه از محله‌های قدیمی تهران است که در نزدیکی بازار تهران و پیرامون خیابان پانزده خرداد قرار گرفته و امروزه خیابان شهید اکبرنژاد نام گرفته است. درخونگاه در قدیم در بخش «سنگلج» قرار داشت.
محلۀ درخونگاه میان چهارراه بوذرجمهری و چهارراه گلوبندک واقع بود و در میانۀ آن بازارچه یا چهارسویی با سقف ضربی بود که به خیابان شاهپور، گذر مستوفی و قلی، کوچهٔ کلیسا، بازارچهٔ نو، مسجد شازده‌خانم، بازارچهٔ قوام‌الدوله، پاچنار و بازار راه داشت.
بافت قدیمی این محله باعث شده تا در ساخت بسیاری از سریال‌های تلویزیونی در این محلهٔ فیلم‌برداری شود. گرمابهٔ قدیمی منطقه که بعداً به مدرسهٔ چال‌حصار تبدیل شد، و میرزا رضاقلی طالقانی آن را بنیان گذاشته بود و تکیهٔ معروف درخونگاه از نقاط قدیمی آن اند.
تکیهٔ درخونگاه از جمله تکیه‌های معروف قدیم در تهران بود. مابقی تکیه‌های معروف این دوره عبارت بودند از تکیهٔ حاج رجبعلی، میرزاحسین حکیم‌باشی، زنبورک‌خانه، دباغ‌خانه، رضاقلی، حیاط شاهی، چهل‌تن، سرپولک، عودلاجان و هفت‌تن.

## نامداران
- میرزا ابوالحسن خان ایلچی که در زمان فتحعلیشاه قاجار درخونگاه محل سکونت و زندگی وی شامل دیوان خانه، حیات خلوت، انارستان و حمام درخونگاه بوده است که به مرور توسط بازماندگان وی به فروش رفته است.[۳]
- رضاشاه پهلوی پیش از کودتای سوم اسفند در محلۀ درخونگاه می‌زیست.[۴]

- اسماعیل فصیح، نویسندهٔ ایرانی که خود زادهٔ محلهٔ درخونگاه است دربارهٔ این محله می‌نویسد: «بازارچهٔ درخونگاه طهران از زمان قاجار وجود داشته، شاید اوایل «درخانقاه» بوده. نمی‌دانم؛ ولی موجودیت و مفهوم «درخونگاه» حالا برای من یک حالت فکری دوران کودکی است تا یک «بازارچه». مکانش هم البته کوچه‌ای است طرف‌های چهارراه گلوبندک. بازارچه کوچک درخونگاه هم هنوز وجود دارد. آدم‌هایی که در آنجا وجود داشتند و من را به گریه می‌انداختند یا می‌خنداندند، یا عشق می‌ورزیدند همه در ذهن من حک شده‌اند؛ ولی خب، انسان در تولید یک اثر هنری زندگی را کپی نمی‌کند، بلکه برای آن درد یا عقده طرحی مشخص می‌کند، شخصیت‌هایی می‌سازد، حال و هوایی را ایجاد می‌کند، زمینه و زمان و علت وقوع این قضایا را مشخص می‌کند و مهم‌تر از هر چیز «تز» آن را روشن می‌کند.»[۵]

- شعبان جعفری ملقب به شعبان بی‌مخ و شعبان درخونگاه نیز متولد محلهٔ درخونگاه بود و از اواخر دههٔ بیست، زمانی که از یک دورهٔ تبعید به تهران برگشت در همان‌جا ساکن ماند و باشگاهش در همان محل بود. از دیگر نامداران این محله * آیت‌الله محمد طباطبائی (از سران مشروطیت)، شریعت سنگلجی (از استادان نواندیش فقهی) اند.[۶]

- داریوش مهرجویی (زادهٔ ۱۷ آذر ۱۳۱۸) کارگردان و مترجم ایرانی در درخونگاه به دنیا آمد.

- حمید شیرزادگان، از قهرمان‌های فوتبال دههٔ چهل ایران در سال ۱۳۲۰ در محلهٔ درخونگاه به دنیا آمد و در همان نزدیکی در خیابان شاپور بالید.[۷]

## نام
در قدیمی‌ترین نقشهٔ تهران (۱۲۷۵ ه.ق) نام «درخونگاه» و «درخوانگاه» هست. در لغت‌نامهٔ دهخدا آمده: درخوانگاه را شاید بتوان گفت جایگاهی که خوانی می‌گستردند و مردم را به مهمانی می‌خواندند و رهگذران را می‌پذیرفته‌اند و به عبارت دیگر خانقاهی بوده‌است.
در میان عوام برای واژهٔ «درخونگاه» دو معنی آورده‌اند:
۱- خانگاه، زیرا وزرای زیادی در این منطقه سکونت داشتند، مثل مشیرالسلطنه، مجدالدوله، مستوفی‌الممالک و…؛
۲- در تکیهٔ درخونگاه نخلی وجود دارد که به گفتهٔ اهالی محل، به زور دعوا و خون‌ریزی به این محل آورده شده و همین خون‌ریزی علت نام‌گذاری این محله است.
شعبان جعفری نیز در خاطراتش در توضیح همین معنای دوم چنین می آورد:«وقتی سنگلجیا می‌رفتن چال میدون، نخل رو بلند می‌کردن و می‌بردن طرف سنگلج. اون وقت این چال میدونیا که نمی‌خواستن اینا بیان نخل رو ببرن - خب نخل خودشونه دیگه! - اینا می‌ریختن که نذارن. چالمیدون یه گردن‌کلفت داشت به نام «حاجی معصوم» که یه قدارهٔ معروف داشت. رو قداره‌ش با خط طلا نوشته بود:«حاجی معصوم، برق قداره‌ت عالمو ترسوند!» یکی از گردن‌کلفتای سنگلجم که خیلی معروف بود، هاشم عرقگیر بود. اونو و بقیهٔ گردن‌کلفتا این نخل رو ورمی‌داشتن می‌اوردن سنگلج تو درخونگاه - درخونگاه بغل سنگلجه، به هم بستگی داره، به هم وصله - می‌ذاشتن‌ اونجا. بعد چال میدونیا میومدن نخل رو ببرن. هر دفعه میومدن ببرن یه قتلی، یا دعوایی می شد، چند دفعه! بعد بسکی خونریزی می‌شد اسم اونجا رو می‌ذارن درخونگاه: یعنی درِ خونگاه.» 